# Palestine : la paix, pas l'apartheid
Palestine : la paix, pas l'apartheid (titre original : Palestine: Peace, Not Apartheid) est un livre du président américain Jimmy Carter publié en octobre 2007 aux éditions de l'Archipel (publication originale : en novembre 2006 chez Simon & Schuster).

## Présentation
Jimmy Carter reconstitue son parcours personnel et politique au Proche-Orient en faisant la chronologie d'événements, crises, guerres et négociations dont il fut l'acteur ou le témoin, et cherche à démontrer qu'Israël ne peut rester un État à la fois juif et démocratique si se perpétue l'occupation des territoires palestiniens.

Il utilise l'analogie de l'apartheid pour décrire cette situation : 

« Quand Israël occupe une grande partie de la Cisjordanie, relie par des routes quelque deux cents colonies, mais interdit aux Palestiniens de les utiliser ou même, souvent, de les traverser, ce sont des formes de ségrégation ou d'apartheid pires que ce qu'on a jadis connu en Afrique du Sud,. »

Il estime également que la critique d'Israël est devenue quasiment impossible aux États-Unis, espérant que le livre permettra d'ouvrir « un débat qui n'a jamais eu lieu,. »

## Contexte d'écriture
Le mandat de Jimmy Carter (1977-1981) a été marqué par les accords de Camp David en 1978, à l'origine d'une paix durable entre Israël et l'Égypte. 
En 1982, il crée la Fondation Carter dont le but proclamé est la résolution pacifique des conflits, l'observation des élections, la défense et l'avancée des droits humains, la protection de l'environnement, l'aide au développement et la réduction des souffrances humaines. 
Il reçoit le prix Nobel de la paix en 2002 « pour ses dizaines d'efforts infatigables pour trouver des solutions pacifiques aux conflits internationaux, pour faire avancer la démocratie et les droits de l'homme, et pour promouvoir le développement économique et social. » 
Il a été observateur lors des élections palestiniennes de 2006.

## Réception

### Aux États-Unis
Le livre est un succès de librairie aux États-Unis et se classe dans la liste des best-sellers du New York Times.
Plusieurs dirigeants du Parti démocrate, tels que Howard Dean (président du parti) et Nancy Pelosi (présidente de la Chambre des représentants), prennent leurs distances avec Carter. Kenneth W. Stein (en), un conseiller de longue date de l'ex-président, démissionne de la direction du Carter Center, jugeant que le livre est « basé sur des analyses simplistes, bourré d'erreurs factuelles, de matériaux copiés et non cités, d'omissions et de parties tout simplement inventées. » 
Jimmy Carter est attaqué par une partie de la presse américaine et des groupes pro-israéliens l'accusant d'être antisémite. Le New York Post estime que « de président raté, Jimmy Carter est devenu un ami des tyrans de gauche, détracteur global de tout ce qui peut représenter les intérêts légitimes de l'Amérique. » Dans une lettre ouverte, des organisations comme l'Anti-Defamation League et l'American Jewish Committee dénoncent des critiques « injustes et infondées » qui « accordent peu d'attention au fait qu'Israël est attaqué sans cesse depuis sa création et menacé d'annihilation. »

### En France
Le 13 juillet 2022, une proposition de résolution condamnant l'« institutionnalisation par Israël d'un régime d'apartheid contre le peuple palestinien » est déposée à l'Assemblée nationale. Dans l'exposé des motifs, les 38 députés cosignataires citent le livre de Jimmy Carter qui « osa faire figurer le mot dans son titre. »

## Film documentaire
En 2007, Jonathan Demme réalise le film documentaire Man from Plains qui suit l'ancien président dans sa tournée promotionnelle du livre.

## Voir plus